# الشمس تشرق من جديد (مسلسل)
الشمس تشرق من جديد هو مسلسل درامي اجتماعي تشويقي ورومنسي من إنتاج المركز العربي للإنتاج الإعلامي - سوريا، المنتج عدنان العوامله، المنتج التنفيذي طلال العوامله، كتابة أمل حنا، إخراج هيثم حقي، بطولة صبا مبارك.
يتطرق المسلسل إلى العلاقات السائدة بين بني البشر ونظرة المجتمع للمرأة، واللامبالاة والافتقار للمسؤولية والفهم الخاطئ للعلاقات الرومانسية والاندفاع وراء العاطفة وتهميش دور العقل.
تتوالى الأحداث ليُظهر لنا المسلسل الفتاة الفقيرة ميرام التي فتحت عينيها على بيت متداعٍ وأب لا مبالٍ يفتقر إلى أدنى إحساس بالمسؤولية، فهو دائم الغياب عن البيت، وإن عاد تكون عودته مثل العاصفة لا تُبقي شيئاً من نقود زوجته التي تحصل عليها من أخيها المغترب.
ووسط هذه الظروف السيئة تنهي مرام تعليمها المدرسي وتلتحق بالجامعة، وما أن تحس بأن الحياة قد بدأت تبتسم لها حتى تتفاجأ بمرض والدتها بالسرطان الذي يستنفذ ما لديها من مال إلا أنه يتغلب عليها ويودي بحياتها، لتبقى مرام يتيمةً لا يلتفت إليها احد سوى صديقتها هيام إلى أن تعود مرام إلى حالتها الطبيعية. وبمحصلة تلك الأحداث يقع والد صديقتها رامز في حب مرام متناسياً زوجته وأولاده وخاصة هيام حتى أن مرام تجاريه في هذا الفعل في لحظات ضعف وانكسار لكنها سرعان ما تعود إلى صوابها لتصده وتعود وحيدةً من جديد.
تمضي السنوات حتى تلتقي مرام في بيت أحد معارفها بـصفوان الذي تنشئ معه قصة حب تواجهها العديد من المشاكل كونها مجهولة الأصل، إلا أن مرام وصفوان يتجاوزان ذلك بعد إقناع المحيطين بهما بإتمام الزواج لتكتشف لاحقاً أن زوجها صفوان يميل إلى أن يعيش حياة اعتيادية ويتزوج وينجب أطفالاً، فتقرر حينها أن تكتب حكايتها لتهديها إلى ابنتها حين تبلغ الثامنة عشرة.

## بطولة
- صبا مبارك بدور مرام.
- ندين تحسين بك بدور هيام.
- مي سكاف بدور لمياء.
- عبد الهادي الصباغ بدور رامز.
- نادين الخوري بدور أماني.
- جهاد عبدو بدور عماد.
- عابد فهد بدور صفوان.[3]